# Santísimo Sacramento en Tor de' Schiavi (título cardenalicio)
Santísimo Sacramento en Tor de' Schiavi es un título cardenalicio de la Iglesia Católica. Fue instituido por el papa Francisco en 2017. Se encuentra en la iglesia del Santísimo Sacramento en Tor de' Schiavi ubicada en el quartier de Prenestino-Labicano.

## Titulares
- Gregorio Rosa Chávez, (28 de junio de 2017)[1]